# Eesti Laul
Eesti Laul (deutsch: Estnisches Lied) ist der estnische Vorentscheid für den Eurovision Song Contest. Seit 1993 wird er regelmäßig ausgetragen, seit 2009 unter diesem Namen. Bis 2008 nannte sich der Vorentscheid Eurolaul, gleichbedeutend mit dem estnischen Namen für den Eurovision Song Contest. Verantwortlich für die Austragung ist der öffentlich-rechtliche Fernsehsender Eesti Televisioon (ETV).

## Format

### Eurolaul (1993 bis 2008)
Der estnische Vorentscheid zum Eurovision Song Contest wurde von 1993 bis 2008 jedes Jahr im Januar, Februar oder März in der estnischen Hauptstadt Tallinn durchgeführt. Zwischen acht und zehn Kandidaten treten dabei gegeneinander an; nur 1996 waren dreizehn Teilnehmer am Start. Von 1993 bis 2003 wurde der estnische Beitrag von einer internationalen Jury ausgewählt. Die Bevölkerung hatte jedoch die Möglichkeit, die Jury mittels Televoting zu beraten. Lediglich in den Jahren 1998, 2000 und 2001 folgte die Jury der Publikumsempfehlung. 2002 nahm die Deutsche Julia Hillens für den estnischen Produzenten Vahur Valgmaa am Vorentscheid teil, wo die Hamburgerin den sechsten Platz errang. 2004 und 2005 ging ETV zum reinen Televoting über. 2006 wurde wieder das vorherige Auswahlsystem angewandt. 2007 und 2008 wurde ein relativ kompliziertes System des Televotings verwendet.

### Eesti Laul (seit 2009)
Nachdem sich Estland von 2004 bis 2008 nicht für das Finale des Eurovision Song Contest qualifizieren konnte, entschied sich ETV dazu, dass der Eurolaul durch eine neue Vorentscheidung ersetzt werden soll. Seither findet regelmäßig im Februar und März des jeweiligen Jahres die Sendung Eesti Laul statt. Das System ist dabei zum Großteil stets ähnlich geblieben, allerdings wurde die Teilnehmerzahl und die Abstimmung teils leicht modifiziert über die Jahre.

#### Finale mit Superfinale (2009 und 2010)
2009, beim Debüt des Eesti Laul, gab es lediglich eine Sendung mit zehn Beiträgen. Zu je 50 % wählte dabei eine Jury und das Televoting zwei Superfinalisten aus. Im Superfinale wurde der spätere Sieger zu 100 % über das Televoting bestimmt. Auch 2010 fand dieses System Anwendung.

#### Zwei Halbfinale und Finale mit Superfinale (seit 2011)
2011 wurde die Teilnehmerzahl erhöht und insgesamt 20 Beiträge nahmen am Eesti Laul 2011 teil. Diese wurden auf zwei Halbfinals verteilt. Zu je 50 % wählten sowohl die Zuschauer als auch die Jury je fünf Finalisten pro Halbfinale aus, so dass im Finale 10 Beiträge gegeneinander antreten. Dort entschieden dann, wie schon 2009 und 2010, zu gleichen Teilen die Jury sowie die Zuschauer die zwei Superfinalisten. Im Superfinale entschied dann wieder alleinig das Televoting den Sieger. Bis 2014 wurde das System dann genauso weiter verwendet.
2015 wurde das Superfinale lediglich um einen Teilnehmer erweitert, so dass nun drei Beiträge im Superfinale gegeneinander antraten. 2017 folgte dann eine Änderung, die nur das Halbfinale betraf. Von nun an wurden im Halbfinale zwei Abstimmungsrunden durchgeführt. In der ersten Runde bestimmen zu gleichen Teilen Jury und Zuschauer vier Finalisten. In einer zweiten Abstimmungsrunde, wo die verbleibenden sechs Beiträge zur Wahl stehen, entscheiden dann lediglich die Zuschauer den fünften Finalisten.
2019 wurde dann das Teilnehmerfeld erstmals seit 2011 erweitert. Von nun an nehmen 24 Teilnehmer am Eesti Laul teil. Diese werden auf zwei Halbfinale mit je 12 Beiträgen verteilt. Je sechs Beiträge pro Halbfinale qualifizieren sich nun für das Finale. Dabei bleiben auch die zwei Abstimmungsrunden bestehen. In der ersten Runde entscheiden weiterhin zu gleichen Teilen Zuschauer und Jury über vier Finalisten. In einer zweiten Abstimmungsrunde entscheiden alleinig die Zuschauer zwei weitere Finalisten. Im Finale treten somit seither 12 Interpreten an. Die Zuschauer und Jury bestimmen dann zu je 50 % drei Superfinalisten. Im Superfinale entscheiden dann weiterhin die Zuschauer den Sieger. Dieses System wird seit 2019 nun jedes Jahr verwendet.

## Erfolg beim Eurovision Song Contest
Die Vorentscheidung Eurolaul war lange Zeit sehr erfolgreich. So verpasste Estland damit zwar 1993 die Teilnahme am Finale des ESC und landte 1994 auf dem vorletzten Platz, allerdings konnte die Sendung ab 1996 einige Erfolge verbuchen. So erreichte Estland zwischen 1996 und 2003 sechs von acht möglichen Platzierungen unter den besten zehn, darunter ein Sieg (2001) und ein dritter Platz (2002). Nach Platz 21 2003, endete der Erfolg der Vorentscheidung 2004. Denn dort musste Estland im Halbfinale antreten und verpasste die Finalqualifikation knapp mit Platz 11 im Halbfinale. Von 2005 bis 2008 wurde dann jedes Jahr recht deutlich das Finale verpasst und der Erfolg der Sendung war somit vorbei.
2009 führte ETV dann nach den erfolglosen Jahren von 2005 bis 2008 die Vorentscheidung Eesti Laul ein. Bei deren Debüt konnte Estland sich erstmals über das Halbfinale für das Finale qualifizieren. Somit erreichte Estland erstmals das Finale seit 2003 und holte im Finale dann die beste Platzierung seit 2002 mit Platz 6. 2010 endete der Erfolg aber schon wieder, das Land verpasste den Finaleinzug. Von 2011 bis 2013 schaffte Estland sich dann drei Jahre in Folge für das Finale zu qualifizieren. 2011 wurde das Land dabei aber nur Vorletzter, 2013 wurde Platz 20 erreicht. 2012 hingegen wurde das Ergebnis von 2009 mit Platz 6 wiederholt. 2014 wurde dann die Finalqualifikation erstmals seit 2010 verpasst. 2015 wurde dann wieder das Finale erreicht und mit Platz 7 sprang eine weitere gute Platzierung heraus. 2016 und 2017 wurde dann erstmals seit Einführung des Eesti Lauls zwei Jahre in Folge der Finaleinzug verpasst. 2018 wurde dann das Finale wieder erreicht und es gab mit Platz 8 eine weitere gute Platzierung. Auch 2019 gelang der Finaleinzug, am Ende stand Platz 20 zu Buche.
Insgesamt war Estland also am erfolgreichsten mit dem Eurolaul (ein Sieg, ein dritter Platz), allerdings stehen dem Erfolg der Sendung zwei vorletzte Plätze (1994, 2008) gegenüber sowie vier verpasste Finaleinzüge. Mit dem Eesti Laul konnte Estland aber auch Erfolge verbuchen. Bei elf Teilnahmen mit dem Eesti Laul wurde vier Mal das Halbfinale verpasst, aber auch vier Platzierungen unter den besten Zehn erreicht. Auffällig ist dagegen, dass mit dem Eesti Laul Estland entweder unter die besten Zehn kommt, sich nicht qualifiziert oder auf den hinteren Rängen landet. Platzierungen im Mittelfeld hat Estland in seiner ESC-Geschichte aber sowieso nur ein Mal erreicht und zwar 1998 mit Platz 12.

## Wiederkehrende Teilnehmer
Einige Teilnehmer des Eesti Lauls sind in mehreren Jahren angetreten. Rolf Roosalu war fünfmal hintereinander dabei (2008 bis 2011 als Solokünstler, 2012 mit der Formation Pop Maniacs). Er erreichte dabei nie den ersten Platz. Die estnische Girlgroup Vanilla Ninja trat 2003 mit Club Kung Fu und 2007 mit Birds of Peace beim Eesti Laul auf. Die Frontfrau der Band, Lenna Kuurmaa, war 2010 mit Rapunzel, 2012 mit Mina jään, 2014 mit Supernoova und 2017 mit Slingshot dabei und moderierte zusammen mit ihrer Vanilla-Ninja-Bandkollegin Piret Järvis den Eesti Laul 2011. Järvis wiederum war 2010 mit der Band Disko 4000 und dem Song Ei Usu dabei. Außerdem moderierte sie die Vorentscheidung mit Kuurmaa 2011 und im Jahr 2012 mit Tiit Sukk und Taavi Teplenkov. Laura Põldvere trat als Laura in den Jahren 2005, 2007, 2009 und 2016 an und war auch mit ihrer Band Suntribe im Jahr 2005 dabei.
Die Gruppe Traffic war schon viermal beim Eesti Laul vertreten (2008, 2009, 2012 und 2014). Kristjan Kasearu war gleich zweimal im Jahr 2007 dabei und auch im Jahre 2008.
Die estnische Sängerin Maarja trat 2002, noch vor der Gründung ihrer Band, mit A Dream beim Vorentscheid auf und war ein Jahr später mit der Gruppe Vanilla Ninja und dem Titel Club Kung Fu wieder dort. Die Sängerin Violina war auch schon zweimal beim Eesti Laul. Im Jahr 2010 sang sie mit Rolf Roosalu, 2012 mit Birgit Õigemeel. Auch Õigemeel war bereits dreimal dabei. Zuerst im Jahre 2008 mit dem Titel 365 Days, 2009 als Jurymitglied und 2012 mit dem Song You’re Not Alone.
Die Sängerin Ines war 2001, 2006 und 2007 ebenfalls beim estnischen Vorentscheid beteiligt und moderierte schon in den Jahren 2005 und 2008 den Eurolaul. Außerdem war sie 2010 Jurymitglied. Die Band Glow war 2005 gleich zweimal am Vorentscheid beteiligt und trat auch 2006 wieder auf. Die Gruppe Paradise Crew war 2007 und auch 2008 dabei. Deva Deva Dance waren 2005 und auch 2007 beim Vorentscheid dabei.
Marko Reikop arbeitete insgesamt 15-mal, von 1996 bis 2008 und erneut ab 2013, als Moderator des Vorentscheides. Ott Sepp fungierte als Co-Moderator bereits in den Jahren 2010 und 2011. Mimicry traten 2010 und 2011 beim Vorentscheid auf. Slobodan River standen 2003 und 2004 auf der Bühne des Eurolauls. Soul Militia waren auch schon zweimal dabei (2001 und 2007). Maian Kärmas nahm 2000 gleich mit zwei Titeln am Vorentscheid teil, belegte aber nur die Plätze vier und fünf. 2001 schaffte sie es auf Platz sechs.
Gerli Padar nahm bislang viermal am Vorentscheid teil. 1999 (Platz 10), 2002 (Platz 3), 2006 als Moderatorin und 2007 als Siegerin mit Partners in Crime. Maiken war zweimal beteiligt. Ihren ersten Auftritt hatte sie im Jahr 1999; ihren bislang letzten 2003. Evelin Samuel war bereits sechsmal am estnischen Vorentscheid beteiligt. 1996 trat sie zweimal auf. Im Jahr 1998 wieder zweimal; 1999 und 2000 je einmal. Ivo Linna hatte seinen Debütauftritt beim Vorentscheid im Jahre 1998. Vier Jahre danach, (2002), trat er wieder an. Koit Toome war viermal am Eurolaul (Eesti Laul) beteiligt. 1997 stand er als Code One auf der Bühne. 1998 gewann Toome mit Mere lapsed. 2003 und 2007 nahm er wieder teil. Anu Välba fungierte 1997, 1998 und 2013 als Co-Moderatorin neben Marko Reikop.
Maarja-Liis Ilus nahm bislang sechsmal am Vorentscheid teil. 1996 nahm sie mit verschiedenen Interpreten zweimal am Vorentscheid teil. 1997 gewann sie den Eurolaul, stand aber auch gemeinsam mit Hanna-Liina Võsa und Anne Värvimann zusammen auf der Bühne. 2004 nahm sie wieder teil, ehe sie dann 2007 als Co-Moderatorin fungierte. Die Sängerin Kate trat viermal hintereinander an. Von 1997 bis 2000 nahm sie an der nationalen Vorentscheidung teil.

### Die häufigsten Teilnahmen
Sortiert nach der Häufigkeit der Teilnahmen am Eurolaul / Eesti Laul.
- Marko Reikop: (16-mal als Moderator, davon einmal allein)
- Lenna Kuurmaa: (7-mal; davon 2-mal mit Vanilla Ninja, 4-mal Solo und einmal als Moderatorin)
- Maarja-Liis Ilus: (6-mal; davon einmal als Co-Moderatorin)
- Evelin Samuel: (6-mal)
- Ines: (6-mal; davon zweimal als Moderatorin und einmal als Jurymitglied)
- Laura Põldvere: (6-mal; davon einmal mit Suntribe)
- Rolf Junior: (5-mal, davon einmal mit Pop Maniacs)
- Piret Järvis: (5-mal; davon 2-mal mit Vanilla Ninja, einmal mit Disko 4000 und 2-mal als Moderatorin)
- Koit Toome: (5-mal)
- Gerli Padar: (4-mal; davon einmal als Co-Moderatorin)
- Kate: (4-mal)
- Traffic: (4-mal)
- Maian Kärmas: (3-mal)
- Kristjan Kasearu: (3-mal)
- Glow: (3-mal)
- Birgit Õigemeel: (3-mal; davon einmal als Jurymitglied)
- Maiken: (3-mal)
- Anu Välba: (3-mal als Co-Moderatorin)
- Ivo Linna: (3-mal)
- Maarja Kivi: (2-mal; davon einmal mit Vanilla Ninja)
- Violina: (2-mal)
- Vanilla Ninja: (2-mal)
- Paradise Crew: (2-mal)
- Deva Deva Dance: (2-mal)
- Mimicry: (2-mal)
- Slobodan River: (2-mal)
- Soul Militia: (2-mal)
- Grete Paia: (2-mal)

## Austragungsorte

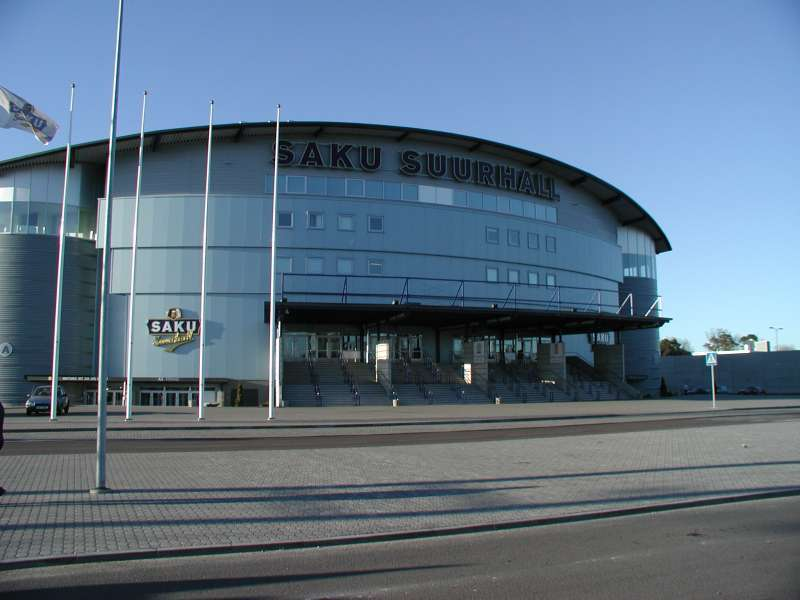
Saku Suurhall in Tallinn, Austragungsort des Eesti Laul Finales seit 2016 und größte Arena Estlands

Bis 2018 fand sowohl der Eurolaul als auch der Eesti Laul immer in der estnischen Hauptstadt Tallinn statt. 2019 und 2020 wurden die Halbfinale erstmals außerhalb Tallinns abgehalten, das Finale hingegen fand noch nie außerhalb Tallinns statt.

### Eurolaul
| Anzahl | Stadt   | Austragungsort     | Jahr                       |
| ------ | ------- | ------------------ | -------------------------- |
| 11     | Tallinn | ETV Studios        | 1993, 1998–2001, 2003–2008 |
| 03     | Tallinn | Linnahall          | 1994, 1997, 2002           |
| 01     | Tallinn | Nachtclub Dekoltee | 1996                       |

### Eesti Laul

#### Halbfinale
| Anzahl | Stadt   | Austragungsort                    | Jahr                       |
| ------ | ------- | --------------------------------- | -------------------------- |
| 8      | Tallinn | ETV Studios                       | 2011–2015, 2017–2018, 2021 |
| 2      | Tartu   | Sportanlage der Universität Tartu | 2019, 2020                 |
| 1      | Tallinn | Estland Theater                   | 2016                       |

#### Finale
| Anzahl | Stadt   | Austragungsort     | Jahr      |
| ------ | ------- | ------------------ | --------- |
| 6      | Tallinn | Nokia Concert Hall | 2010–2015 |
| 4      | Tallinn | Saku Suurhall      | 2016–2020 |
| 1      | Tallinn | ETV Studios        | 2009      |

## Sendungen
Unter diesem Abschnitt sind alle Sendungen des Eurolauls sowie des Eesti Lauls aufgeführt, zu denen kein eigener Artikel existiert.

### Eurolaul 1996
- Moderation: Marko Reikop und Karmel Eikner

Die estnische Vorauswahl für den Eurovision Song Contest 1996 fand am 27. Januar 1996 in Tallinn statt. Die Jury bestand aus neun Mitgliedern. Diese stammen aus Belgien, Irland, Norwegen, Slowenien, Finnland, Vereinigtes Königreich, Dänemark, Türkei und Russland. Erstmals traten 13 Interpreten beim Vorentscheid auf. Hedvig Hanson und Pearu Paulus galten mit dem Titel Meeletu algus als Favorit. Gewonnen haben Maarja-Liis Ilus und Ivo Linna und dem Stück Kaelakee hääl.
| Nr. | Interpret                                                  | Song                       | Platzierung |
| --- | ---------------------------------------------------------- | -------------------------- | ----------- |
| 01  | Evelin Samuel & Toomas Rull                                | Kaheksa näoga kuu          | 5           |
| 02  | Kadri Hunt                                                 | Me rõõm ei kao             | 2           |
| 03  | Üllar Meriste                                              | Iialgi veel                | 13          |
| 04  | Hedvig Hanson & Pearu Paulus                               | Meeletu algus              | 7           |
| 05  | Urmas Podnek                                               | Vaba kui tuul              | 10          |
| 06  | Evelin Samuel, Karl Madis, Maarja-Liis Ilus & Pearu Paulus | Kummalisel teel            | 6           |
| 07  | Ivo Linna & Kadi-Signe Selde                               | Lihtne viis                | 12          |
| 08  | Reet Kromel & Arne Lauri                                   | Laule ja palveid täis päev | 7           |
| 09  | Tõnis Mägi                                                 | Ballaad                    | 3           |
| 10  | Kirile Loo                                                 | Maatütre tants             | 4           |
| 11  | Sirje Medell                                               | Elust enesest              | 9           |
| 12  | Maarja-Liis Ilus & Ivo Linna                               | Kaelakee hääl              | 1           |
| 13  | Tõnis Mägi                                                 | Eestimaa euromehe laul     | 10          |

### Eurolaul 1997
- Moderation: Marko Reikop und Anu Välba

Die Nationale Vorentscheidung zum Eurovision Song Contest 1997 fand am 15. Februar 1997 statt. Es gab eine Jury, die sich aus acht Mitgliedern zusammensetzte. Diese waren Juan Maria Clavagera (Spanien), Maria G (Vereinigtes Königreich), Enrico Nuti (Italien), Hans Christian Anderssen (Norwegen), Pia Kalischer (Schweden), Hans Cuny (Deutschland), Dušan Popović (Slowenien) und Gabriella Faludi (Ungarn). Als Favoriten galten Maarja-Liis Ilus, Hanna-Liina Võsa und Anne Värvimann, die mit dem Titel Aeg angetreten waren. Maarja-Liis Ilus gewann den Eurolaul mit Keelatud maa und insgesamt 72 Punkten. Es gab nur acht Teilnehmer. Zweimal wurden zwei Plätze belegt. Den dritten und den fünften Platz gab es aufgrund gleicher Punktzahl doppelt.
| Nr. | Interpret                                           | Song                  | Platzierung |
| --- | --------------------------------------------------- | --------------------- | ----------- |
| 01  | Maarja-Liis Ilus                                    | Keelatud maa          | 1           |
| 02  | Hanna-Liina Võsa & Pearu Paulus                     | Liiga noor, et armuda | 3           |
| 03  | Tanya                                               | Homme                 | 8           |
| 04  | Code One (Koit Toome)                               | Tantsupalavik         | 3           |
| 05  | Hanna Pruuli                                        | Üksik hing            | 2           |
| 06  | Pearu Paulus                                        | Meeletu soov          | 5           |
| 07  | Maarja-Liis Ilus, Hanna-Liina Võsa & Anne Värvimann | Aeg                   | 7           |
| 08  | Kate                                                | Perpetuum mobile      | 5           |

### Eurolaul 1998
- Moderation: Marko Reikop und Anu Välba

Am 24. Januar 1998 fand der Eurolaul zum Eurovision Song Contest 1998 statt. Koit Toome galt mit dem Song Mere lapsed als Favorit. Toome gewann den Vorentscheid mit 97 Punkten. Jurymitglieder waren folgende Persönlichkeiten aus den jeweiligen Heimatländern: Jordi Catala (Spanien), Seamus Crimmins (Irland), Mate Victor (Ungarn), Hans Barksjö (Schweden), Birte Krohn (Deutschland), Kato Hansen (Norwegen), Erkki Pohjanheimo (Finnland), Jos Moons (Belgien), Tanya Peck (Vereinigtes Königreich) und Musikexperten aus der Schweiz und der Türkei.
| Nr. | Interpret                  | Song                      | Platzierung |
| --- | -------------------------- | ------------------------- | ----------- |
| 01  | Koit Toome                 | Mere lapsed               | 1           |
| 02  | Kaire Vilgats & Lauri Liiv | Kristallid                | 8           |
| 03  | Kate                       | Tulepuuhuulte luule       | 3           |
| 04  | Evelin Samuel              | Unistus igavesest päevast | 2           |
| 05  | Rumal Noorkuu              | Säravad tähed             | 5           |
| 06  | Tõnis Mägi                 | Mõni mägi                 | 10          |
| 07  | Siiri Sisask               | Tagareas                  | 7           |
| 08  | Janika Sillamaa            | Viimne valge kuu          | 4           |
| 09  | Mona & Karl Madis          | Maailm kahele             | 9           |
| 10  | Evelin Samuel & Ivo Linna  | Andesta                   | 6           |

### Eurolaul 1999
- Moderation: Marko Reikop und Romi Erlach

Am 30. Januar 1999 fand die Vorentscheidung zum Eurovision Song Contest 1999 in Tallinn statt. Die Jury setzte sich aus folgenden Mitgliedern zusammen: Anders Berglund (Schweden), Raimonds Pauls (Lettland), Andrej Karoli (Slowenien), Bjorgvin Halldorsson (Island), Manfred Witt (Deutschland), Camila Raznovich (Italien), Noel Kelehan (Irland), Katrina (Vereinigtes Königreich), Nana Mouskouri (Griechenland) und Kobi Oshrat (Israel). Als Favorit galt Opera on Fire von Joel de Luna, Mati Kõrts, Jassi Zahharov und Mait Trink. Sie erreichten jedoch den sechsten Platz. Den Vorentscheid für sich gewinnen konnte Evelin Samuel und Camille mit dem Stück Diamond of Night (deutsch Diamant der Nacht).
| Nr. | Interpret                                             | Song                      | Platzierung |
| --- | ----------------------------------------------------- | ------------------------- | ----------- |
| 01  | Gerli Padar                                           | Aeg kord täidab soovid    | 10          |
| 02  | Erik Meremaa                                          | Day I Lived a Year        | 7           |
| 03  | Kate                                                  | Vee ja soola saaga        | 2           |
| 04  | Hedvig Hanson                                         | If You Could Only Hear Me | 4           |
| 05  | Lauri Liiv                                            | Soolo                     | 5           |
| 06  | Hanna Pruuli & Jakko Maltis                           | Mu hääl                   | 9           |
| 07  | Maiken                                                | Didn’t I Know             | 3           |
| 08  | 2 Quick Start                                         | Say You Love Me           | 8           |
| 09  | Joel de Luna, Mati Kõrts, Jassi Zahharov & Mait Trink | Opera on Fire             | 6           |
| 10  | Evelin Samuel und Camille                             | Diamond of Night          | 1           |

### Eurolaul 2000
- Moderation: Marko Reikop

Der estnische Vorentscheid zum Eurovision Song Contest 2000 fand am 5. Februar 2000 statt. Die Jury setzte sich aus den folgenden Personen zusammen. Jernej Vene (Slowenien), Noel Kelehan (Irland), Corinne Hermès (Frankreich), Manfred Witt (Deutschland), Anders Berglund (Schweden), Andre Vermeulen (Belgien), Jorge de Carmo (Portugal), Michael Ball (Vereinigtes Königreich), Bo Halldorsson (Island) und Moshe Datz (Israel). Favorit war Once in a Lifetime von Ines, die den nationalen Vorentscheid auch gewann. Sie trat mit zwei verschiedenen Beiträgen auf. Kuulatan su ootamist und Once in a Lifetime waren ihre Titel.
| Nr. | Interpret                  | Song                   | Platzierung |
| --- | -------------------------- | ---------------------- | ----------- |
| 01  | Maian Kärmas               | Mõistus ja tunded      | 4           |
| 02  | White Satin                | Church of Love         | 9           |
| 03  | Ines                       | Kuulatan su ootamist   | 8           |
| 04  | Sara & Lea                 | Sunshine               | 10          |
| 05  | Maian Kärmas               | One Sweet Moment       | 5           |
| 06  | Hedvig Hanson & Mac McFall | When We’re Flying High | 2           |
| 07  | Siiri Sisask               | Goodnight              | 6           |
| 08  | Kate                       | Verevend               | 6           |
| 09  | Ines                       | Once in a Lifetime     | 1           |
| 10  | Evelin Samuel              | Over the Water Blue    | 3           |

### Eurolaul 2001
- Moderation: Marko Reikop und Elektra

Der estnische Vorentscheid zum Eurovision Song Contest 2001, bei dem acht Kandidaten antraten, fand am 3. Februar 2001 statt. Als Favorit galt das Lied Everybody von Dave Benton, Tanel Padar und 2XL, die den Eurolaul auch gewannen. Die Jury bestand aus Anders Berglund (Schweden), Mannfred Witt (Deutschland), Moshe Datz (Israel), Linda Martin (Irland), Marlain (Zypern), Michael Leggo (Vereinigtes Königreich), Jørgen Olsen (Dänemark) und Bo Halldorsson (Island).
| Nr. | Interpret                        | Song                     | Platzierung |
| --- | -------------------------------- | ------------------------ | ----------- |
| 01  | Soul Control                     | Life is a Beautiful Word | 5           |
| 02  | Ines                             | Sounds of Sea            | 4           |
| 03  | Maian Kärmas                     | The Right Way            | 6           |
| 04  | Hillar Vimberg                   | Cat Story                | 8           |
| 05  | Kadi Toom                        | A Little Change          | 3           |
| 06  | Yvetta Raid                      | Smile                    | 7           |
| 07  | Dave Benton, Tanel Padar und 2XL | Everybody                | 1           |
| 08  | Liisi Koikson                    | Someday                  | 2           |

### Eurolaul 2002
- Moderation: Marko Reikop und Karmel Eikner

Der estnische Vorentscheid zum Eurovision Song Contest 2002 fand am 26. Januar 2002 statt. Als Favorit galt der Titel Another Country Song von Nightlight Duo & Cowboys. Sängerin Maarja nahm 2002 das erste Mal am Eurolaul teil und stand ein Jahr später mit Vanilla Ninja wieder auf der Bühne des Eurolauls. Die Jury setzte sich aus Nicki French (Vereinigtes Königreich), L-G. Alsenius (Schweden), Nusa Derenda (Slowenien), Louie Walsh (Irland), Bo Halldorsson (Island), Mannfred Witt (Deutschland), Marlain Angelides (Zypern) und Moshe Datz (Israel) zusammen.
| Nr. | Interpret                  | Song                      | Platzierung |
| --- | -------------------------- | ------------------------- | ----------- |
| 01  | Jaanika Vilipo             | I’m Falling               | 5           |
| 02  | Yvetta Kadakas & Ivo Linna | Computer Love             | 10          |
| 03  | Maarja                     | A Dream                   | 7           |
| 04  | Lea Liitmaa & Jaagup Kreem | What If I Fell            | 9           |
| 05  | Gerli Padar                | Need a Little Nothing     | 3           |
| 06  | Hatuna & Riina Riistop     | This Is (What Luv Can Do) | 8           |
| 07  | Maarja Tõkke               | I’ll Never Forget         | 4           |
| 08  | Nightlight Duo & Cowboys   | Another Country Song      | 2           |
| 09  | Sahlene                    | Runaway                   | 1           |
| 10  | Julia Hillens              | U Can’t                   | 6           |

### Eurolaul 2003
- Moderation: Marko Reikop und Romi Erlach

Der estnische Vorentscheid zum Eurovision Song Contest 2003 fand am 8. Februar 2003 statt. Favorit der Telefonabstimmung waren Vanilla Ninja mit dem Song Club Kung Fu. Sie landeten aber auf dem letzten Platz. Als Sieger ging Ruffus mit Eighties Coming Back hervor. Die Jury setzte sich aus den folgenden Personen zusammen: Andres Berglund (Schweden), Sergio (Belgien), Darja Svajger (Slowenien), Manfred Witt (Deutschland), Moshe Datz (Israel), Renars Kaupers (Lettland), Michael Ball (Vereinigtes Königreich) und Bo Halldorsson (Island).
| Nr. | Interpret      | Song                    | Platzierung |
| --- | -------------- | ----------------------- | ----------- |
| 01  | Kadi Toom      | We Are Not Done         | 3           |
| 02  | Family         | Don’t Ever Change       | 8           |
| 03  | Nightlight Duo | I Can B the 1           | 4           |
| 04  | Kadi Toom      | Have a Little Faith     | 5           |
| 05  | Koit Toome     | Know What I Feel        | 2           |
| 06  | Slobodan River | What a Day              | 7           |
| 07  | Maiken         | No Matter What It Takes | 6           |
| 08  | Vanilla Ninja  | Club Kung Fu            | 10          |
| 09  | Ruffus         | Eighties Coming Back    | 1           |
| 10  | Viies Element  | Have It Your Way        | 9           |

### Eurolaul 2004
- Moderation: Marko Reikop und Karmel Eikner

Der estnische Vorentscheid zum Eurovision Song Contest 2004 fand am 7. Februar 2004 in Tallinn statt. Favorit war der Titel Homme von Maarja-Liis Ilus. Als Sieger ging die Gruppe Neiokõsõ hervor. Eine Jury gab es 2004 nicht.
| Nr. | Interpret             | Song                     | Platzierung |
| --- | --------------------- | ------------------------ | ----------- |
| 01  | Slobodan River        | Surrounded               | 3           |
| 02  | Ewert Sundja          | Dance                    | 7           |
| 03  | Zone & Cardinals      | Turn the Tied            | 8           |
| 04  | Charlene              | Whatever You Say         | 6           |
| 05  | Airi Ojamets          | I Wanna Stay             | 9           |
| 06  | Hatuna & Sofia Rubina | Whenever Blue            | 10          |
| 07  | Maarja-Liis Ilus      | Homme                    | 4           |
| 08  | Neiokõsõ              | Tii                      | 1           |
| 09  | Kerli Kõiv            | Beautiful Inside         | 2           |
| 10  | Charizma              | I’ll Give You a Mountain | 5           |

### Eurolaul 2005
- Moderation: Marko Reikop und Ines

Am 5. Februar 2005 fand der Vorentscheid zum Eurovision Song Contest 2005 statt. Have You Ever von Rebecca war der Favorit der Jury. Gewonnen hat die Band Suntribe mit dem Song Let’s Get Loud.
| Nr. | Interpret                   | Song                   | Platzierung |
| --- | --------------------------- | ---------------------- | ----------- |
| 01  | Sobe                        | Look in My Eyes        | 9           |
| 02  | Julia Bomann                | Nevermore Island (DIS) | 10          |
| 03  | Glow                        | Break the Ties         | 8           |
| 04  | Airi Ojamets                | Dream in a Dream       | 4           |
| 05  | Deva Deva Dance & Cardinals | 11                     | 3           |
| 06  | Glow                        | Dream                  | 7           |
| 07  | Rebecca                     | Have You Ever          | 6           |
| 08  | Eha                         | Gotta Go               | 5           |
| 09  | Laura                       | Moonwalk               | 2           |
| 10  | Suntribe                    | Let’s Get Loud         | 1           |

### Eurolaul 2006
- Moderation: Marko Reikop und Gerli Padar

Der Eurolaul 2006 fand am 4. Februar 2006 statt. Mr Right von Meribel Müürsepp galt als Favorit. Die Jury setzte sich aus den folgenden Personen zusammen: Maja Tatic (Bosnien und Herzegowina), Marie N (Lettland), Jürgen Meier-Beer (Deutschland), Sietse Bakker (Niederlande), Jari Sillanpää (Finnland), John Groves (Vereinigtes Königreich), Sandra Studer (Schweiz), Urša Vlašic (Slowenien), Bo Halldorsson (Island) und Kobi Oshrat (Israel). Sandra Oxenryd gewann den Vorentscheid mit dem Titel Through My Window.
| Nr. | Interpret         | Song                    | Platzierung |
| --- | ----------------- | ----------------------- | ----------- |
| 01  | Carola Szücs      | It Was You              | 5           |
| 02  | Sofia Rubina      | Open Up Your Heart      | 7           |
| 03  | Reverend B & Crux | Everytime I Tell You    | 10          |
| 04  | Ines              | Iseendale               | 2           |
| 05  | Aphro Tito        | Sweet Seperation        | 9           |
| 06  | Sandra Oxenryd    | Through My Window       | 1           |
| 07  | Glow              | Higher                  | 3           |
| 08  | Marilin Kongo     | Be 1st                  | 8           |
| 09  | Noorkuu & S’Poom  | Friends Will Be Friends | 6           |
| 10  | Meribel Müürsepp  | Mr Right                | 4           |

### Eurolaul 2007
- Moderation: Marko Reikop und Maarja-Liis Ilus

Der estnische Vorentscheid für den Eurovision Song Contest 2007 fand am 3. Februar 2007 statt. Die Band Vanilla Ninja trat hier schon das zweite Mal auf, nachdem sie bereits 2003 mit Club Kung Fu antraten. Als Siegerin ging Gerli Padar hervor.
| Nr. | Interpret                        | Song              | Platzierung |
| --- | -------------------------------- | ----------------- | ----------- |
| 01  | Kristjan Kasearu & Paradise Crew | So Much to Say    | 7           |
| 02  | Deva Deva Dance                  | Supreme Natur     | 9           |
| 03  | Koit Toome                       | Veidi veel        | 10          |
| 04  | Laura                            | Sunflowers        | 3           |
| 05  | Gerli Padar                      | Partners in Crime | 1           |
| 06  | Vanilla Ninja                    | Birds of Peace    | 4           |
| 07  | Linda                            | 1 Year from Now   | 8           |
| 08  | Soul Militia                     | My Place          | 5           |
| 09  | Ines                             | In Good and Bad   | 6           |
| 10  | Hele Kõre & Kristjan Kasearu     | Romeo & Julia     | 2           |

### Eurolaul 2008
- Moderation: Marko Reikop und Ines

Der Eurolaul 2008 fand am 2. Februar 2008 statt. An ihm nahmen zehn Kandidaten teil. Die drei Bestplatzierten kamen in ein Superfinale, in dem die Gruppe Kreisiraadio deutlich vor Iiris Vesik (Ice-cold Story) und Birgit Õigemeel (365 Days) gewann. Kreisiraadio erreichten beim Eurovision Song Contest 2008 in Belgrad den 18. (Vorletzten) Platz im neu eingeführten ersten Semifinale.
| Nr. | Interpret                        | Song                 | Platzierung |
| --- | -------------------------------- | -------------------- | ----------- |
| 01  | Kreisiraadio                     | Leto Svet            | 1           |
| 02  | SKA Faktor                       | Real Big Money       | 6           |
| 03  | Rolf Junior                      | One On One           | 4           |
| 04  | Taavi Peterson                   | Question Man         | 9           |
| 05  | Kristjan Kasearu & Paradise Crew | Üksinduses           | 7           |
| 06  | Birgit Õigemeel                  | 365 Days             | 3           |
| 07  | Luisa Värk & Traffic             | It’s Never Too Late  | 8           |
| 08  | Supernova                        | Stefani              | 10          |
| 09  | Iiris Vesik                      | Ice-cold Story       | 2           |
| 10  | Margus Vaher & Luisa Värk        | God Inside Your Soul | 5           |

### Eesti Laul 2009
- Moderation: Henry und Robert Kõrvits

Der Eesti Laul 2009 fand am 7. März 2009 statt. Gewonnen hat Urban Symphony mit dem Titel Rändajad. Die Jury bestand aus Anne Erm, Jaanus Nõgisto, Birgit Õigemeel, Siim Nestor, Mare Väljataga, Owe Petersell, Helen Sildna, Ardo Ran Varres, Marju Marynel Kuut, Erik Morna und Jaagup Kreem.
| Nr. | Interpret                 | Song                  | Platzierung |
| --- | ------------------------- | --------------------- | ----------- |
| 01  | Lowry                     | You Ain’t What I Need | 4           |
| 02  | Janne Saar                | I Am Too Good for You | 5           |
| 03  | StereoChemistry           | Öösiti kõndides       | 10          |
| 04  | Urban Symphony            | Rändajad              | 1           |
| 05  | Chalice & Maagiline Kuues | Nelikümmend           | 7           |
| 06  | Köök & Kaire Vilgats      | Üürnik                | 9           |
| 07  | Rolf Junior               | Fr:dom                | 8           |
| 08  | Traffic                   | See päev              | 2           |
| 09  | Ithaka Maria              | Ice-cold Story        | 6           |
| 10  | Laura                     | Destiny               | 3           |

### Eesti Laul 2010
- Moderation: Ott Sepp und Märt Avandi

Der Eesti Laul 2010 fand am 12. März 2010 statt. Erstmals traten zwei Bandmitglieder gegeneinander an. Lenna Kuurmaa und Piret Järvis sind beide Mitglieder der Girlgroup Vanilla Ninja. Während Kuurmaa allein antrat, stand Järvis mit der Gruppe Disko 4000 auf der Bühne. Kuurmaas Rapunzel war der Juryfavorit. Die Jury setzte sich aus Ines, Owe Petersell, Anne Erm, Siim Nestor, Alar Kotkas, Helen Sildna, Erik Morna, Tanel Padar, Tauno Aints, Silvi Vrait und Kerli Kõiv zusammen.
| Nr. | Interpret                 | Song                  | Platzierung |
| --- | ------------------------- | --------------------- | ----------- |
| 01  | 3 Pead                    | Poolel teel           | 10          |
| 02  | Marten Kuningas & Mahavok | Oota mind veel        | 5           |
| 03  | Mimicry                   | New                   | 8           |
| 04  | Tiiu Kiik                 | The One and Only Love | 9           |
| 05  | Violina feat. Rolf Junior | Maagiline päev        | 3           |
| 06  | Disko 4000                | Ei Usu                | 7           |
| 07  | Iiris Vesik               | Astronaut             | 4           |
| 08  | Lenna                     | Rapunzel              | 2           |
| 09  | Groundhog Day             | Teiste seest köigile  | 6           |
| 10  | Malcolm Lincoln           | Siren                 | 1           |

### Eesti Laul 2011
- Moderation: Piret Järvis, Lenna Kuurmaa und Ott Sepp

Der Eesti Laul 2011 fand am 26. Februar 2011 statt. Gewonnen hat Getter Jaani mit dem Lied Rockefeller Street. Es gab zwei Halbfinale und das große Finale. Die Jury bildeten Jaanus Nõgisto, Iiris Vesik, Erik Morna, Veronika Portsmuth, Chalice, Kristo Rajasaare, Hannaliisa Uusmaa, Siim Nestor, Peeter Vähi, Helen Sildna und Ott Lepland. Juryfavorit war Orelipoiss mit Walss. Rolf Roosalu nahm 2011 bereits das vierte Mal am Vorentscheid teil.
| Nr. | Interpret    | Song                   | Platzierung |
| --- | ------------ | ---------------------- | ----------- |
| 01  | Ithaka Maria | Hopa’pa-rei!           | 5           |
| 02  | Rolf Junior  | All & Now              | 8           |
| 03  | Orelipoiss   | Valss                  | 3           |
| 04  | Getter Jaani | Rockefeller Street     | 1           |
| 05  | Jana Kask    | Don’t Want Anything    | 4           |
| 06  | MID          | Smile                  | 7           |
| 07  | Outloudz     | I Wanna Meet Bob Dylan | 2           |
| 08  | Mimicry      | The Storm              | 10          |
| 09  | Noorkuu      | Be My Saturday Night   | 9           |
| 10  | Victoria     | Baby Had You           | 6           |

### Eesti Laul 2012
- Moderation: Tiit Sukk, Taavi Teplenkov und Piret Järvis

Am 3. März 2012 fand der Eesti Laul 2012 statt. Als Favorit galt Lenna Kuurmaas Mina jään. Dies war bereits der zweite Favorit von Kuurmaa, da die Jury bereits 2010 ihren Titel Rapunzel als Gewinner sah. Auch hier gab es wieder zwei Halbfinale und das große Finale. Gewonnen hat Ott Lepland, der sich am 24. Mai 2012 im zweiten Semifinale des Eurovision Song Contests 2012 für das Finale qualifizierte. Dort erreichte er den sechsten Platz mit insgesamt 120 Punkten.
| Nr. | Interpret                       | Song             | Platzierung |
| --- | ------------------------------- | ---------------- | ----------- |
| 01  | Loss Paranoias                  | Valedetektor     | 6           |
| 02  | Teele Viira                     | City Nights      | 9           |
| 03  | Liis Lemsalu                    | Made Up My Mind  | 5           |
| 04  | August Hunt                     | Tantsulövi       | 8           |
| 05  | Lenna                           | Mina jään        | 2           |
| 06  | POP Maniacs (feat. Rolf Junior) | I Don’t Know     | 5           |
| 07  | Traffic                         | NASA             | 10          |
| 08  | Tenfold Rabbit                  | Oblivion         | 3           |
| 09  | Birgit Õigemeel feat. Violina   | You’re Not Alone | 7           |
| 10  | Ott Lepland                     | Kuula            | 1           |

### Eesti Laul 2013
- Moderation: Marko Reikop und Anu Välba

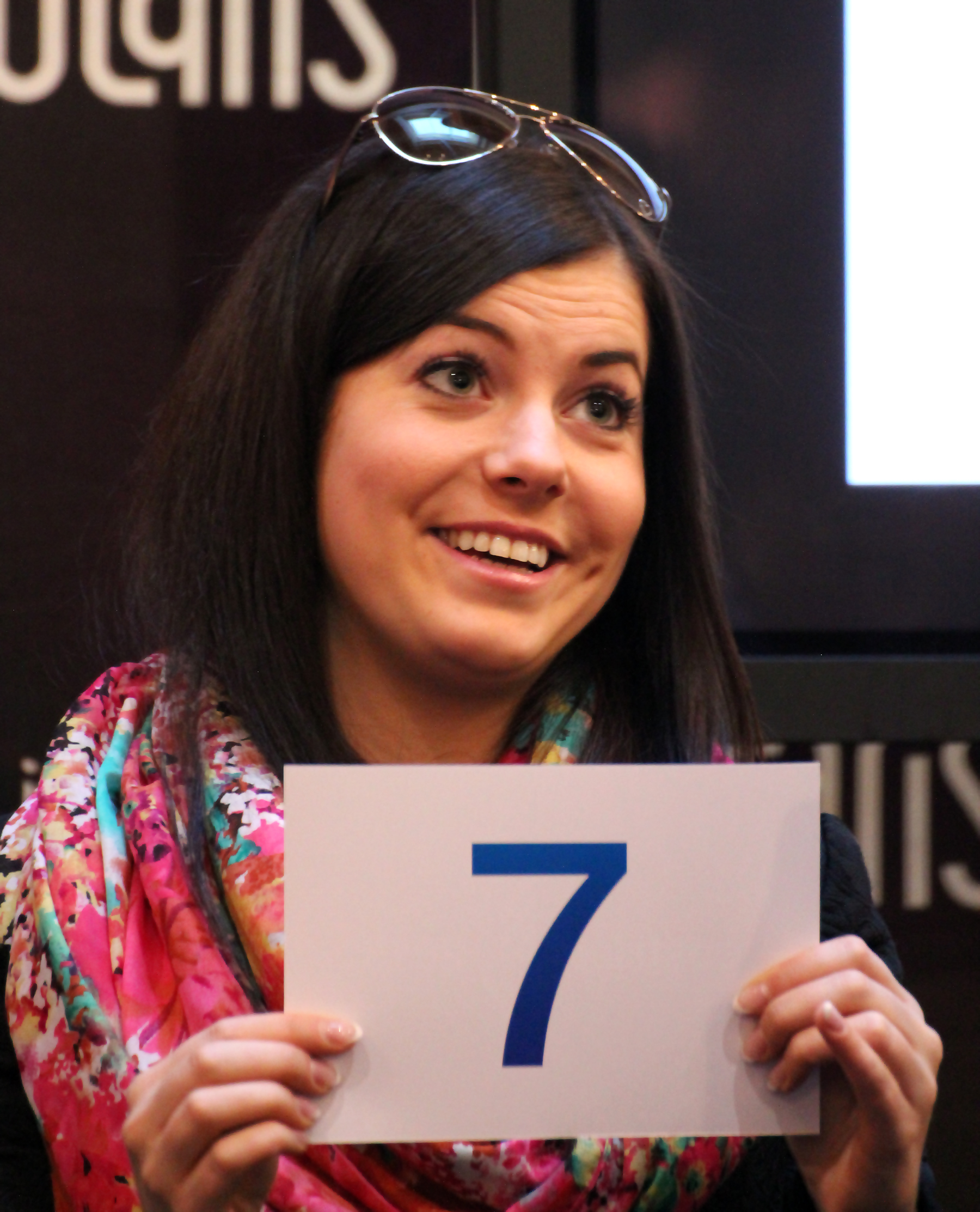
Die Gewinnerin des estnischen Vorentscheids, Birgit Õigemeel, mit der Startnummer 7

Am 27. Mai 2012, einen Tag nach dem Finale in Baku, wurde bekannt, dass Estland auch 2013 beim Eurovision Song Contest teilnehmen wird. Am 2. März 2013 fand das Finale des Eesti Laul statt. Gewonnen hat Birgit Õigemeel mit dem Titel Et uus saaks alguse, die sich im Superfinale knapp gegen Grete Paia durchsetzen konnte. Beim ESC in Malmö konnte sich Birgit Õigemeel auf dem 10. Platz im ersten Semifinale am 14. Mai knapp für das Finale am 18. Mai qualifizieren und erreichte dort den 20. Platz.
| Nr. | Interpret                      | Song                                       | Platzierung |
| --- | ------------------------------ | ------------------------------------------ | ----------- |
| 01  | Rolf Roosalu                   | With U                                     | 9           |
| 02  | Liisi Koikson & Söörömöö       | Üle vee                                    | 5           |
| 03  | Rasmus Rändvee & Facelift Deer | Dance                                      | 7           |
| 04  | Elina Born                     | Enough                                     | 8           |
| 05  | Põhja-Tallinn                  | Meil on aega veel                          | 6           |
| 06  | Kõrsikud                       | Suuda öelda ei                             | 4           |
| 07  | Birgit Õigemeel                | Et uus saaks alguse                        | 1           |
| 08  | Teele/Tuuli/ULA/DrumAttack     | Ring the Alarm                             | 10          |
| 09  | Winny Puhh                     | Meiecundimees üks Korsakov läks eile Lätti | 3           |
| 10  | Grete Paia                     | Päästke noored hinged                      | 2           |

### Eesti Laul 2014
- Moderation: Marko Reikop und Henrik Kalmet

Am 1. März 2014 fand der Eesti Laul 2014 statt. Siegerin wurde Tanja mit dem Titel "Amazing", die sich im Superfinale knapp gegen den Juryfavoriten Super Hot Cosmos Blues Band durchsetzen konnte. Tanja schied am 6. Mai 2014 im ersten Halbfinale des Eurovision Song Contests 2014 in Kopenhagen aus. Wie auch die letzten Jahre gab es zwei Halbfinale und ein Finale. Die Jury bestand aus Maarja-Liis Ilus, Erki Pärnoja, Rolf Roosalu, Getter Jaani, Siim Nestor, Ott Lepland, Koit Raudsepp, Els Himma, Leslie Da Bass, Siiri Sisask und Tõnis Mägi.
| Nr. | Interpret                   | Song                   | Platzierung |
| --- | --------------------------- | ---------------------- | ----------- |
| 01  | Brigita Murutar             | Laule täis taevakaar   | 7           |
| 02  | Traffic                     | Für Elise              | 3           |
| 03  | Norman Salumäe              | Search                 | 6           |
| 04  | Wilhelm                     | Resignal               | 9           |
| 05  | Lenna                       | Supernoova             | 4           |
| 06  | Super Hot Cosmos Blues Band | Maybe-Maybe            | 2           |
| 07  | Maiken                      | Siin või sealpool maad | 10          |
| 08  | Kõrsikud                    | Tule ja jää            | 8           |
| 09  | Tanja                       | Amazing                | 1           |
| 10  | Sandra Nurmsalu             | Kui tuuled pöörduvad   | 5           |

### Eesti Laul 2015
- Moderation: Marko Reikop und Henrik Kalmet

Am 21. Februar 2015 fand der Eesti Laul 2015 statt. Sieger wurde das Duo Elina Born & Stig Rästa mit dem Titel "Goodbye to Yesterday", die sich mit fast 79 % überlegen im Superfinale durchsetzen konnten. Die beiden vertraten somit Estland beim Eurovision Song Contest 2015 in Wien, dort erreichten sie den siebten Platz. Wie auch die letzten Jahre gab es zwei Halbfinale und ein Finale. Die Jury bestand aus Genka, Ines, Ingrid Kohtla, Kristjan Hirmo, Els Himma, Priit Hõbemägi, Koit Raudsepp, Iiris, Reigo Ahven, Kristjan Randalu und Tanja.
| Nr. | Interpret                         | Song                 | Platzierung |
| --- | --------------------------------- | -------------------- | ----------- |
| 01  | Luisa Värk                        | Minu päike           | 10          |
| 02  | Maia Vahtramäe                    | Üle vesihalli taeva  | 9           |
| 03  | Elina Born & Stig Rästa           | Goodbye to Yesterday | 1           |
| 04  | Kali Briis Band                   | Idiot                | 7           |
| 05  | Robin Juhkental & The Big Bangers | Troubles             | 6           |
| 06  | Daniel Levi                       | Burning Lights       | 2           |
| 07  | Elisa Kolk                        | Superlove            | 3           |
| 08  | The Blurry Lane                   | Exceptional          | 8           |
| 09  | Elephants From Neptune            | Unriddle Me          | 4           |
| 10  | Triin Niitoja & John4             | This Is Out Choice   | 5           |

### Eesti Laul 2016
- Moderation: Ott Sepp und Märt Avandi

Der Eesti Laul 2016 fand am 5. März 2016 statt. Wie auch die letzten Jahre gab es zwei Halbfinale und ein Finale. Es gewann Jüri Pootsmann mit dem Lied Play, welches vom letztjährigen Vertreter Estlands, Stig Rästa, verfasst wurde. Tatjana Mihhailova, die den Wettbewerb 2014 gewann, kehrte ebenfalls als Komponistin zurück. Zudem fanden sich unter dem Teilnehmerfeld einige Interpreten, die schon einmal in der Vergangenheit am Eesti Laul teilgenommen hatten. Die Jury bestand aus Ģirts Majors, Liis Lemsalu, Olav Ehala, Anna Sapronenko, Koit Raudsepp, Ingrid Kohtla, Kristjan Hirmo, Heli Jürgenson, Siim Nestor, Sandra Sillamaa und Isac Elliot.
| Nr. | Interpret                     | Song             | Platzierung |
| --- | ----------------------------- | ---------------- | ----------- |
| 01  | Laura                         | Supersonic       | 2           |
| 02  | Go Away Bird                  | Sally            | 8           |
| 03  | Mick Pedaja                   | Seis             | 4           |
| 04  | Grete Paia                    | Stories Untold   | 7           |
| 05  | Kéa                           | Lonely Boy       | 9           |
| 06  | Jüri Pootsmann                | Play             | 1           |
| 07  | Kati Laev & Noorkuu           | Kaugel Sinust    | 10          |
| 08  | Cartoon feat. Kristel Aaslaid | Immortality      | 3           |
| 09  | Meisterjaan                   | Parmupillihullus | 5           |
| 10  | I Wear* Experiment            | Patience         | 6           |